# Zhīlǐ
Zhīlǐ (知禮), anche Sìmíng Zhīlǐ (四明知禮; Wade-Giles: Chih-li; coreano: Jirye, giapponese: Chirai; Siming, 960 – Monti Tiāntái, 1028) è stato un monaco buddista cinese, patriarca della scuola Tiāntái (天台宗).

## La vita
Zhīlǐ è il sedicesimo patriarca cinese della scuola buddista cinese Tiāntái. 
Nacque nel 960 a Siming (四明, provincia dello Zhejiang). Orfano di madre a sei anni, fu mandato dal padre nel monastero della città dove, a quattordici anni, prese i voti da novizio (sramanera, cinese 沙彌 shāmí). 
A diciannove anni, sotto la guida del quindicesimo patriarca Tiāntái, il coreano Uitong (의통, cinese 義通 Yìtōng, giapp. Gitsū, 927-988), avviò lo studio delle dottrine del Tiāntái. Dopo tre anni il maestro si rese conto di non aver più nulla da insegnare a Zhīlǐ. 
Nel 988, morto Uitong, Zhīlǐ si trasferì, nel 991, a Qianfu da dove, nel 995, avendo raggiunto un vasto numero di discepoli rispetto alla capienza del piccolo monastero, decise di trasferirsi a Baoen Yuan che trasformò in un monastero Tiāntái. 
Zhīlǐ morì nel 1028, nella sua vita ebbe circa trenta discepoli diretti e ordinò più di settanta monaci.
A Zhīlǐ vengono attribuite molte opere religiose: dalla stesura di commentari, alla edificazione di centinaia di templi. 
L'opera omnia di Zhīlǐ e dei suoi discepoli (四明尊者教行錄 Sìmíng zūnzh ji oxíng lù) si trova al T.D. 1937.46.856a-934a del Canone buddista cinese e fu raccolta da Zongxiao (宗曉). 

## La dottrina
Zhīlǐ (知禮, 960-1028) fu noto per il dibattito con cui respinse la tendenza cittamātra di una corrente considerata eterodossa dalla scuola, i shānwài (山外, giapp. senge, i "fuori della montagna" ovvero i fuori dal monastero Tiāntái, corrente fondata dal monaco Wùēn, 晤恩, (?-986). 
Zhīlǐ sostenne che la frase dell'Avataṃsakasūtra (華嚴經, pinyin Huāyánjīng, giapp. Kegon kyō, Sutra della ghirlanda fiorita di Buddha, importante sutra Mahāyāna, conservato nello Huāyánbù): «Non c'è differenza fra la mente, i Buddha e gli esseri senzienti», andava interpretata nel senso che ciascuna di queste tre realtà doveva essere considerata la creatrice delle altre due e viceversa. Questa interpretazione rifiutava dunque l'asserzione cittamātra che la mente fosse la sola fonte del reale e che potesse generare, o manifestarsi, come Buddha o esseri senzienti a seconda se fosse stata consapevole o offuscata. Zhīlǐ sostenne che questa asserzione non era una vera identità in quanto alla fin fine la mente possedeva almeno una qualità che alle altre due realtà (Buddha e esseri senzienti) mancava: essere creatrice e non creata. Dal punto di vista di Zhīlǐ, invece, ciascuna delle tre realtà (mente, Buddha e esseri senzienti) è creatrice, ciascuna di queste è creata e nessuna è più fondamentale delle altre due. 
Inoltre Zhīlǐ sostenne che l'obiettivo della pratica meditativa (止觀, zhǐguān) dovesse concentrarsi sull'analisi dei processi ingannatori della mente e non la mera contemplazione della vacuità. La mente risvegliata per Zhīlǐ è una mente che grazie alla Triplice verità penetra i processi di generazione del Reale di cui essa stessa fa parte e non una mente che si fonde con l'assoluto e che rischia di fondersi di fatto con un trascendente autogenerato. 
Zhīlǐ ribadì anche la dottrina riguardante il ruolo del male all'interno della natura buddhica. Il male (惡, è, giapp. o) per Zhīlǐ non può essere semplicemente eliminato, negato, con la pratica spirituale, ma esso deve essere compreso nella sua essenza e nella sua vera natura alla luce della Triplice verità. In questo senso la dottrina Tiāntái si discosta dagli altri insegnamenti buddisti, anche Mahāyāna, che assegnavano all'ignoranza (sans. avidyā, cin. 無明 wú míng, giapp. mumyō) la responsabilità della sofferenza e del male. Il male, l'ignoranza e la sofferenza compartecipano, per la scuola Tiantai, alla stessa natura buddhica e non ne sono affatto la negazione e quindi non vanno rigettati 'tout court' ma compresi nel loro meccanismo di genesi e di compartecipazione alla realtà.

## Il dibattito contemporaneo sulle dottrine di Zhīlǐ
Le opere della scuola Tiāntái non sono ancora state tutte tradotte nelle lingue occidentali. La loro progressiva traduzione, e la pubblicazione di studi al riguardo, ha provocato vivaci dibattiti internazionali. In particolar modo il lavoro di Brook Ziporyn Evil and/or/as the Good: Intersubjectivity and Value Paradox in Tiantai Buddhist Thought, pubblicato nel 2000 dalla Harvard University Press, ha provocato numerosissimi articoli in riviste specializzate di filosofia e di religioni comparate in tutto il mondo. 
Il motivo del dibattito è riassumibile nello scritto lasciato da Zhīlǐ prima di morire in cui viene letteralmente riportato che: 
(Zhīlǐ (知禮) in T.D. 1937, 46.900.b.29)
Le domande poste nel dibattito sono sostanzialmente due. La prima riguarda la coerenza tra la dottrina di Zhīlǐ con quella del primo Tiāntái insegnata da Zhìyǐ, la seconda riguarda cosa effettivamente implichino questi insegnamenti di Zhīlǐ per l'uomo e per il mondo dei suoi valori. Di certo il tema, in ambito del Buddismo Mahāyāna, è più antico di quanto non sembri. Un accenno lo si riscontra nel Laṅkāvatārasūtra (Il Sutra della discesa a Lanka, 楞伽經 Lèngqiéjīng, giapp. Ryōgakyō, è conservato nel Jīngjíbù), sutra di derivazione cittamātra propugnato anche dalle prime scuola del Buddismo Chán, dove viene riportato: 
(Laṅkāvatārasūtra 6, LXXXII)
Inoltre la dottrina di Zhìyǐ richiama costantemente la compresenza, in tutti i mondi possibili, dalle forme infernali ai Buddha, di tutti i mondi possibili. Tuttavia alcuni studiosi contemporanei indicano in Guàndǐng, discepolo di Zhìyǐ, colui che ha introdotto il tema della compresenza e della necessità del male deviando di fatto dalla dottrina del maestro che su un piano di interpretazione etica era maggiormente coerente con il Buddismo tradizionale. Ma il tema, controverso, non è ancora stato chiarito. Per quanto concerne invece l'argomento del secondo quesito, ovvero cosa implichi la dottrina religiosa della compresenza e necessità del bene-male, va ricordato che analogo tema, in ambito religioso, religioso-comparato, morale e psicologico, fu affrontato anche da Carl Gustav Jung durante la conferenza, tenutasi a Stoccarda nel 1959 e poi successivamente pubblicata, dal titolo: Gut und Bose in der analytischen Psychologie.. 
Il lavoro di Jung, tuttavia, focalizzandosi sul valore trasformativo-spirituale di alcuni insegnamenti religiosi, non entrando dunque nelle implicazioni filosofiche del rapporto tra il bene e il male come fa invece il dibattito contemporaneo su Zhīlǐ, raggiunge una maggiore coerenza con gli scopi di questi insegnamenti anche nel caso delle dottrine Tiantai. Ciò premesso, se esaminiamo alla luce della Triplice verità la dottrina sul "male" formulata da Zhīlǐ potremo darne una lettura più coerente. Dal punto di vista della Vacuità (o della Verità assoluta) il "male" non esiste. La Vacuità infatti non rende conto dell'individualità. Essa è e basta, si manifesta per quello che è: nascita, morte, vita, positivo, negativo, etc., tutto manifesta senza privilegiare uno rispetto all'altro. Dal punto di vista della "Realtà" e "Verità convenzionale", il "male" esiste. Esiste perché la soggettività, l'individualità dell'essere senziente lo percepisce, lo giudica, lo fugge. Perché l'essere distinto nasce, vive, soffre e muore, sogna e desidera, è frustrato nei suoi desideri, impaurito dal dolore, addolorato dall'ingiustizia. La pratica dello zhǐguān (止觀, giapp. shikan: calmarsi e guardare, discernere), com´è insegnata dalla scuola "Tiāntái", è finalizzata a rendere conto di ambedue le "Verità" (assoluta e convenzionale), a leggerne una con lo sguardo dell'altra e tramite questo guardare, a individuare una modalità concreta di esistenza che renda conto di ambedue. L'assolutezza e la finitezza del mondo ma anche il 'grido' dell'individuo al suo cospetto. Questa pratica consentirebbe, secondo la dottrina Tiantai, di realizzare la "Verità di mezzo" o "Verità ultima". La dottrina buddista Tiāntái si distingue quindi nettamente da quella del Buddismo Hīnayāna (o Buddismo dei Nikāya), dove il "male" è frutto (e colpa) dell'ignoranza (sanscrito: avidyā) dell'uomo e solo se questi apporta dei correttivi (per mezzo dell'ottuplice sentiero, sanscrito: mārgasatya) che gli consentano la fuga dal luogo di dolore e dagli attaccamenti (samsāra) raggiungendo il nirvāna, sarà possibile la sua sconfitta definitiva. Ma si distingue anche dalle altre scuole buddiste Mahāyāna che considerano il "male" causato dalla mancata percezione della Verità assoluta (paramārtha-satya), e dal conseguente permanere nella Verità convenzionale (saṃvṛti-satya).  Tale errata percezione, secondo queste scuole Mahāyāna,  può essere sanata esclusivamente dall'ingresso, mediante l'assorbimento meditativo (sanscrito: samādhi) che causa la scomparsa delle nozioni di "soggetto-oggetto", nella Verità assoluta, luogo che come abbiamo visto non consente la presenza del "male". Tutto ciò a scapito dell'individualità, della soggettività, vista, in questo ambito, come negativa percezione  'egoica'. La dottrina Tiāntái del "male" segna quindi uno sviluppo rispetto alle dottrine Hīnayāna e del Mahāyāna  tradizionale (Mādhyamika e Cittamātra), le quali avevano già rigettato, sul tema del "male" le soluzioni "trascendentali" di alcune dottrine cosiddette induiste. Tali dottrine, come peraltro le religioni abramitiche, avevano infatti di volta in volta proiettato il "male" e la sua causa all'interno di un essere trascendente inferiore (i demoni) affidando la risposta al problema del "dolore" nella speranza di un dio che potesse sanare la presenza sofferente del mondo fenomenico fornendo, magari dopo la morte, la felicità e le risposte complete agli interrogativi